# Gruppo N (artisti)
Il Gruppo N è stato un gruppo di artisti italiano attivo a Padova tra il 1960 ed il 1966 e composto da Alberto Biasi, Ennio Chiggio, Toni Costa, Edoardo Landi e Manfredo Massironi.

## Storia
Il Gruppo N nacque dalle ceneri del Gruppo Ennea ("nove" in greco), associazione di artisti sorta nel 1959 a Padova e formata da nove membri, per la maggior parte studenti della facoltà di architettura di Venezia: Tino Bertoldo, Alberto Biasi, Tolo Custoza, Sara Ivanoff, Bruno Limena, Manfredo Massironi, Milla Muffato, Gianfilippo Pecchini e Gaetano Pesce. Nel 1960 il gruppo si ridusse a cinque membri (Alberto Biasi, Ennio Chiggio, Toni Costa, Edoardo Landi e Manfredo Massironi) ed assunse il nome definitivo.

Nel testo programmatico redatto nel settembre 1961 si legge:
"La dicitura enne distingue un gruppo di “disegnatori sperimentali” uniti dall'esigenza di ricercare collettivamente. Il gruppo è certo che il razionalismo ed il tachismo sono finiti, che l'informale ed ogni espressionismo sono inutili soggettivismi."
Il gruppo si opponeva alla figura dell'artista - demiurgo (considerato retaggio della critica idealista e spiritualista) e spesso i membri svolgevano lavoro in collettivo. I componenti del gruppo si autodefinivano "operatori visivi" e indagavano scientificamente il mondo della percezione, riferendo le proprie ricerche ai teorici della Gestaltpsychologie (psicologia della forma). Soggetto attivo dell'arte era considerato il fruitore, non più contemplante, ma attore del fare artistico tanto quanto i progettisti dell'opera. Chi operava con la comunicazione visiva non era considerato molto diverso da tutti coloro che agivano all'interno del ciclo produttivo delle merci: lavoro intellettuale e lavoro manuale erano considerati di pari dignità, essendo il lavoro degli intellettuali quello di operai della conoscenza. Fondamentali per il percorso artistico sono i rapporti che si instaurano con gli artisti Piero Manzoni ed Enrico Castellani gestori dello spazio Azimut. Importante anche l'influenza del Gruppo T, dei tedesco Gruppo Zero e dei francesi MOTUS.
Il Gruppo N aveva sede in via San Pietro 3 a Padova, dopo avere per un breve periodo condiviso la sede in piazza Duomo con Potere Operaio. Tale sede era utilizzata anche per la divulgazione e promozione dell'arte della neoavanguardia attraverso mostre, conferenze, convegni e dibattiti al di fuori dei circuiti tradizionali delle gallerie. Nel 1960 venne organizzata l'esposizione dal titolo provocatorio "Mostra chiusa. Nessuno è invitato a intervenire" le cui persone che arrivarono per visitarla trovarono la porta sbarrata, seguita nel 1961 dalla "Mostra del pane" insieme a Gaetano Pesce, dove un fantomatico panettiere di nome Giovanni Zorzon presentava il pane di sua produzione come fosse opera d’arte, nonché per un solo giorno per esigenze di conservazione. Le due mostre d’esordio del gruppo furono caratterizzate da una volontà di provocazione radicale intesa a mettere in discussione l’opera d’arte e la figura dell’artista, consacrati all'ideale del bello, ad un consumo elitario e alla mercificazione.
Il Gruppo N partecipò nel 1961 alla XII edizione del Premio Lissone ed espone le opere “Interferenza a frazione luminosa”, “Dinamica visuale”, "Struttura a specchi mobili”, “Struttura” e “Tessitura a strisce intrecciate”. Alle opere esposte viene accompagnata una dichiarazione che afferma il principio di ricerca collettiva rifiutando l'autorialità.
Nel 1962 il Gruppo N partecipò insieme al Gruppo T all'esposizione "Arte programmata" organizzata nei Negozi Olivetti di Milano e Venezia, curata da Bruno Munari e corredata da un catalogo firmato da Umberto Eco, dove radicalizzò il concetto di lavoro di gruppo rifiutando il principio di autorialità.
Nel 1965 tutti gli artisti del gruppo parteciparono alla più grande mostra dedicata all'arte cinetica e programmata The Responsive Eye al MoMA di New York. Una "dinamica visuale" di Costa venne in seguito acquistata dal museo entrando a far parte della collezione permanente. Ma il gruppo soffrì di una marginalizzazione dalla critica già a partire dalla 32ª Biennale di Venezia del 1964 cui aveva partecipato con un’installazione di luci e musica elettronica, nuovi linguaggi offuscati dall'esordio della Pop Art e dall’Arte Povera.
Nel 1964 il Gruppo ricevette una lettera anonima (in realtà redatta da tre dei componenti, Chiggio, Costa e Landi), che invitava al suo scioglimento. Il gruppo era agitato da incomprensioni individuali, dalle difficoltà a collocarsi all'interno del mercato dell'arte e dalla difficoltà stessa di ricercare collettivamente e si sciolse definitivamente nel 1965. Dopo qualche mese Massironi, Biasi e Landi fondarono il Gruppo Enne 65, che lavorò sui temi dell'op art e dell'ambient-evironment, ma ebbe breve durata.
Durante gli anni Duemila il Gruppo N è stato oggetto di una riscoperta da parte della critica. In Italia è stata in particolare la Gnam di Roma a organizzare la mostra "Arte programmata e cinetica" nel 2012. Nello stesso anno il New Museum of Contemporary Art di New York ha organizzato la mostra "Ghosts in the machine" con un'opera di Costa, seguita nel 2013 dalla mostra "Percezione e Illusione: Arte programmata e Cinetica italiana" del Museo de Arte Contemporáneo di Buenos Aires.